# Universidad Federal de Pará
La Universidad Federal de Pará (en portugués: Universidade Federal do Pará, también conocida por la sigla UFPA) es una de las tres universidades públicas mantenidas por el gobierno federal brasileño en el estado de Pará. Fue creada en 1957. La UFPA posee más de 60.000 estudiantes matriculados en sus cursos, así como campus en las ciudades de Belém, Abaetetuba, Altamira, Bragança, Castanhal, Cametá, Capanema, Breves, Tucuruí y Soure. Es la mayor universidad de la Amazonía.
Fue creada en 1957, siendo que algunas de sus facultades, como la de Derecho (fundada en 1902), la de Farmacia (fundada en 1903) y la de Medicina (fundada en 1919) están entre las más antiguas de Brasil y fueron por ella encampadas. Su área territorial es aproximadamente 3.328.655,80 m², mientras que su área edificada es aproximadamente 204.930,90 m². El principio fundamental de la UFPA es la integración de las funciones de enseñanza, investigación y extensión. Fue listada en el 15º lugar en el ranking de las mayores instituciones del país en número de matrículas.
Contando con 154 cursos de graduación, 35 cursos de especialización, 100 programas de maestría, 55 programas de doctorado, 25 institutos y núcleos, 82 municipios alcanzados, 3 escuelas, 3 hospitales universitarios, 28 residencias en salud, 12 campus, 1.021 grupos de investigación, 622 programas y proyectos de extensión, 2.458 técnicos, 50.374 estudiantes y 2.997 profesores, se consolida como un centro de excelencia, donde la enseñanza, la investigación y la extensión convergen para promover una educación integral y contribuir al desarrollo sostenible de la región y del país.

## Historia

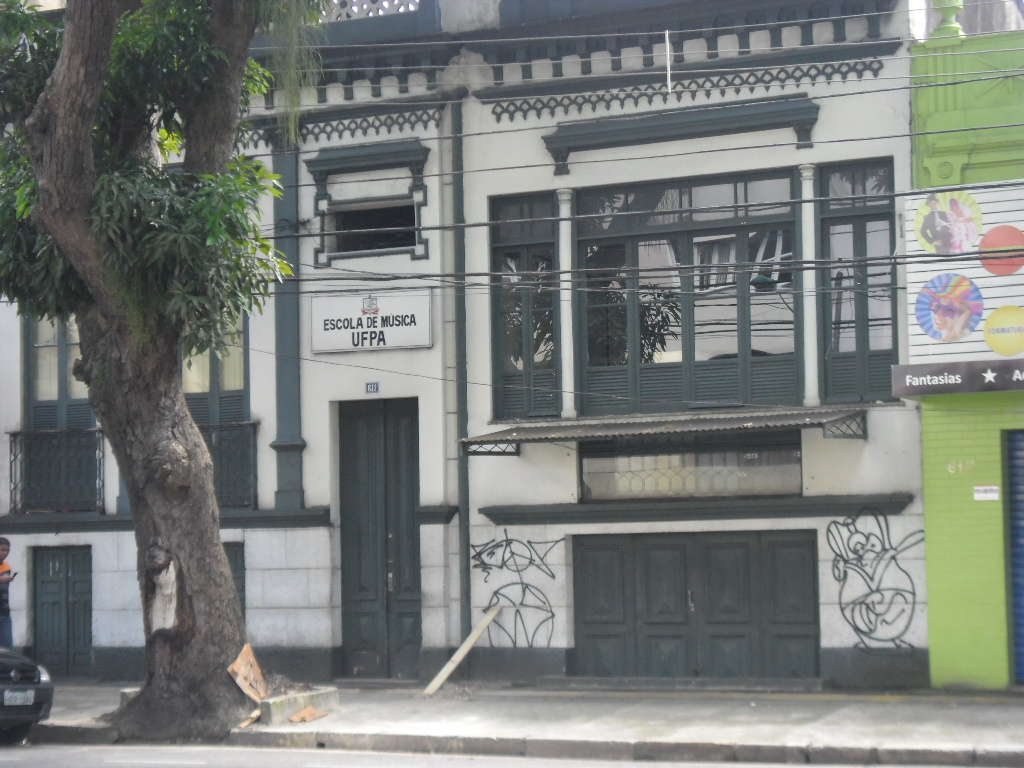
Escuela de Música de la UFPA, en 2012

El actual modelo administrativo de la UFPA surgió de la necesidad de centralizar una institución educativa de enseñanza superior para la Amazonia oriental, ya que anteriormente existían algunas facultades en la ciudad de Belém, organizadas como facultades libres. La más antigua de ellas es la Facultad de Derecho, establecida el 31 de marzo de 1902, seguida por la institución de la Escuela de Farmacia de Pará, en 1903, de la Escuela Libre de Odontología, en 1914, de la Facultad de Medicina y Cirugía de Pará, el 9 de enero de 1919, de la Escuela de Ingeniería de Pará, en 1931, de la Facultad de Ciencias Económicas, Contables y Actuariales, en 1953, y de la Facultad de Filosofía, Ciencias y Letras de Belém, en 1954. Estas instituciones educativas fueron precursoras de la UFPA.

### Creación
La Universidad de Pará fue creada oficialmente el 2 de julio de 1957, mediante el decreto n.º 3.191, sancionado por el entonces presidente Juscelino Kubitschek, después de cinco años de trámite legislativo. Congregó a las siete facultades federales, estatales y privadas existentes en Belém: Derecho, Farmacia, Odontología, Medicina y Cirugía, Ingeniería Civil, Ciencias Económicas, Contables y Actuariales, y Filosofía, Ciencias y Letras.
Más de 18 meses después de su creación, la Universidad de Pará fue instalada solemnemente en una sesión presidida por el presidente Kubitschek, en el Teatro de la Paz, el 31 de enero de 1959. Su instalación fue un acto meramente simbólico, ya que el Decreto n.º 42.427 ya había aprobado, el 12 de octubre de 1957, el primer Estatuto de la Universidad que definía la orientación de la política educativa de la Institución y, desde el 28 de noviembre del mismo año, ya estaba en ejercicio el primer rector, Mário Braga Henriques (nov. 1957 a dic. 1960).
El 19 de diciembre de 1960, asumió José Rodrigues da Silveira Netto, que ocupó el Rectorado durante ocho años y medio (dic. 1960 a jul. 1969).
La primera reforma estatutaria de la Universidad ocurrió en septiembre de 1963, cuando se publicó el nuevo Estatuto en el Diario Oficial de la Unión. Dos meses después de la reforma estatutaria, la Universidad fue reestructurada por la Ley n.º 4.283, del 18 de noviembre de 1963. Durante este período, se implementaron nuevos cursos y nuevas actividades básicas, con el objetivo de promover el desarrollo regional y también mejorar las actividades principales de la Institución.

### UFPA en el período dictatorial

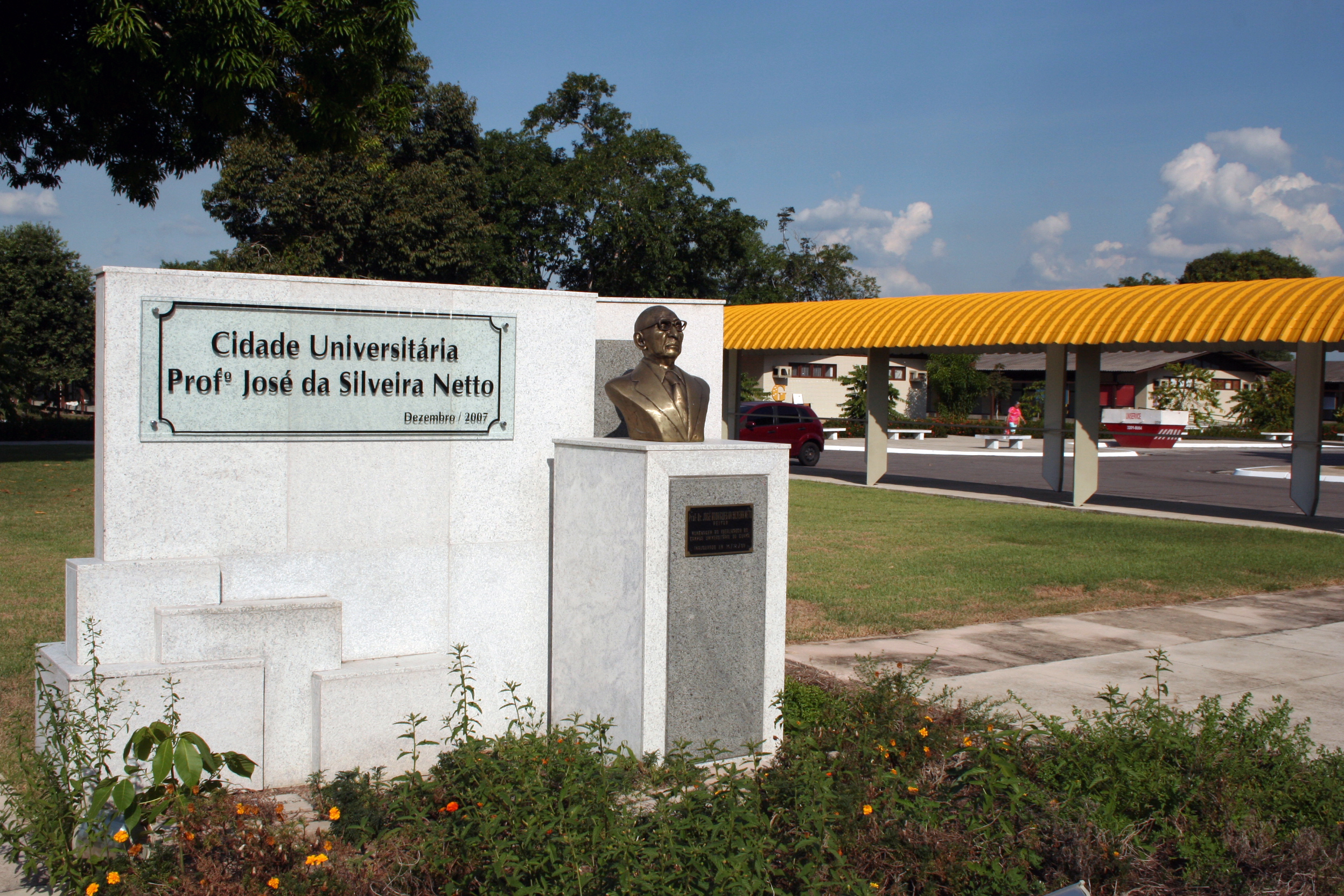
Ciudad Universitaria Prof. José da Silveira Netto, Campus Belém, en 2008

Se intentó una nueva reestructuración de la Universidad en 1968, con un plan presentado al Consejo Federal de Educación. Desde finales de 1968 hasta principios de 1969, una serie de decretos legislativos, destacándose las Leyes n.º 5.539 y 5.540/68, establecieron nuevos criterios para el funcionamiento de las Universidades.
Desde julio de 1969 hasta junio de 1973, el Rector fue Aloysio Chaves, período en el que el Decreto n.º 65.880, del 16 de diciembre de 1969, aprobó el nuevo plan de reestructuración de la Universidad Federal de Pará. Uno de los elementos esenciales de este plan fue la creación de los Centros, con la extinción de las Facultades existentes, y la definición de las funciones de los Departamentos.
El 2 de septiembre de 1970, el Consejo Federal de Educación aprobó el Reglamento General de la Universidad Federal de Pará, a través de la Ordenanza n.º 1.307/70. Se realizó una revisión reglamentaria en 1976/1977, con el fin de cumplir con disposiciones legales posteriores, lo que generó un nuevo Reglamento, que fue aprobado por el Consejo Federal de Educación a través del Dictamen n.º 1.854/77 y publicado en el Diario Oficial del Estado el 18 de julio de 1978.
Clóvis Cunha da Gama Malcher asumió el cargo en julio de 1973 (jul. 1973 a jun. 1977), seguido por Aracy Amazonas Barretto (jul. 1977 a jun. 1981) y Daniel Coelho de Souza ( jul. 1981 a jun. 1985).

### UFPA en el período democrático

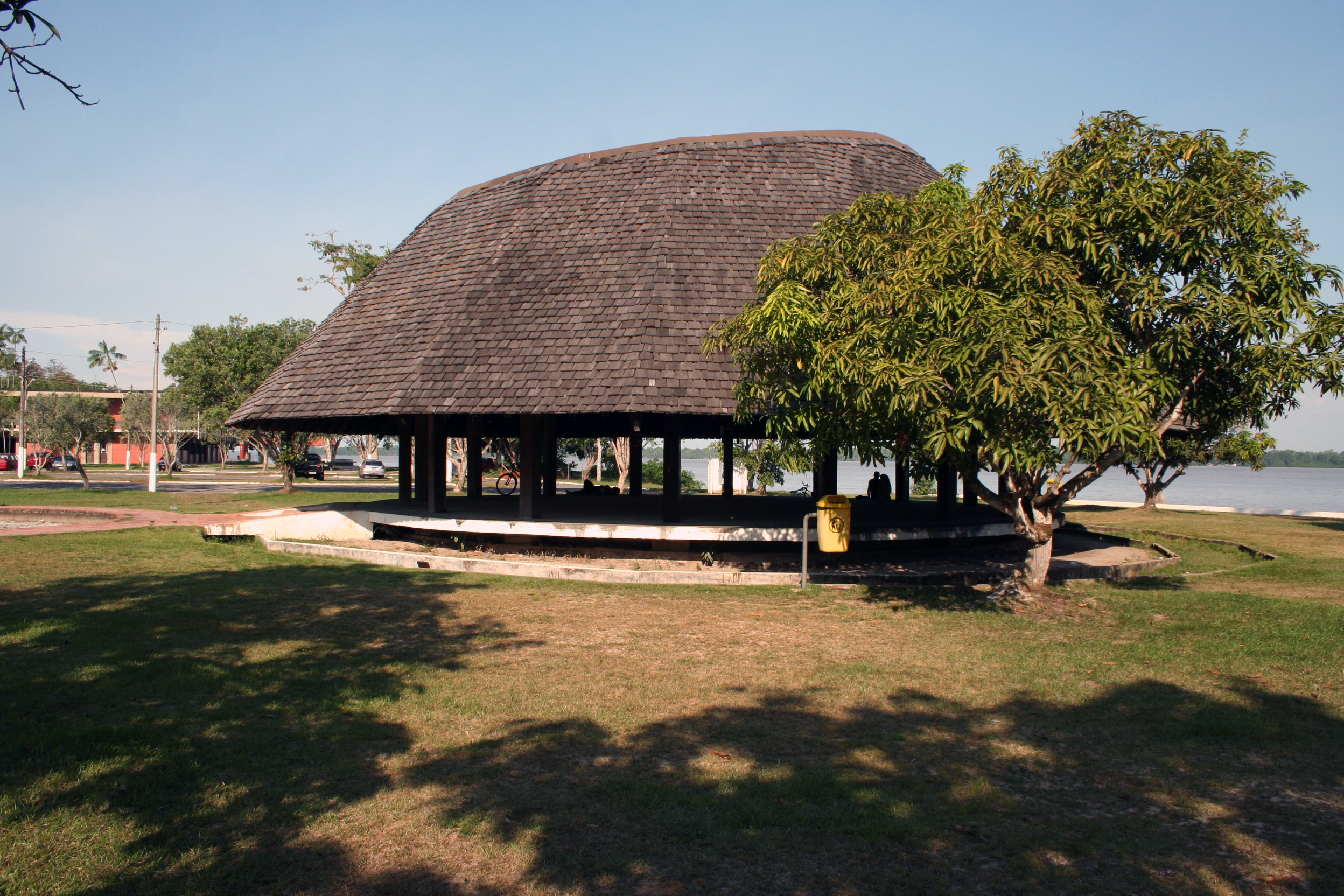
Capilla Universitaria del Campus Belém, en 2008

En el ejercicio de 1985, el Reglamento de la Rectoría fue reformulado, después de la aprobación de la Resolución n.º 549, del Consejo Universitario, el 9 de diciembre de 1985, y pasó a estar vigente hasta la fecha actual.
José Seixas Lourenço ocupó la Rectoría desde julio de 1985 hasta junio de 1989, Nilson Pinto de Oliveira desde julio de 1989 hasta junio de 1993, Marcos Ximenes Ponte desde julio de 1993 hasta junio de 1997, y Cristovam Wanderley Picanço Diniz desde julio de 1997 hasta junio de 2001.

## Unidades y otros órganos
- Institutos: 16

| (ICA) Ciencias del Arte; (ICB) Ciencias Biológicas; (ICED) Ciencias de la Educación; (ICEN) Ciencias Exactas y Naturales; (ICJ) Ciencias Jurídicas; (ICM) Ciencias Médicas; (ICS) Ciencias de la Salud; (ICSA) Ciencias Sociales Aplicadas; (IFCH) Filosofía y Ciencias Humanas; (IG) Geociencias; (ILC) Letras y Comunicación; (ITEC) Tecnología; (IEMCI) Educación Matemática y Científica; (IECOS) Estudios Costeros; (IMV) Medicina Veterinaria; (INEAF) Amazónico de Agriculturas Familiares. |

- Núcleos: 9

| (NAEA) Altos Estudios Amazónicos; (NDAE) Desarrollo Amazónico en Ingeniería; (NEAP) Ecología Acuática y Pesca de la Amazonía; (NEB) Estudios Transdisciplinares en Educación Básica; (NMT) Medicina Tropical; (NPO) Investigaciones en Oncología ; (NTPC) Teoría e Investigación del Comportamiento; (NUMA) Medio Ambiente; (NCADR) Ciencias Agrarias y Desarrollo Rural. |

- Campi: 12

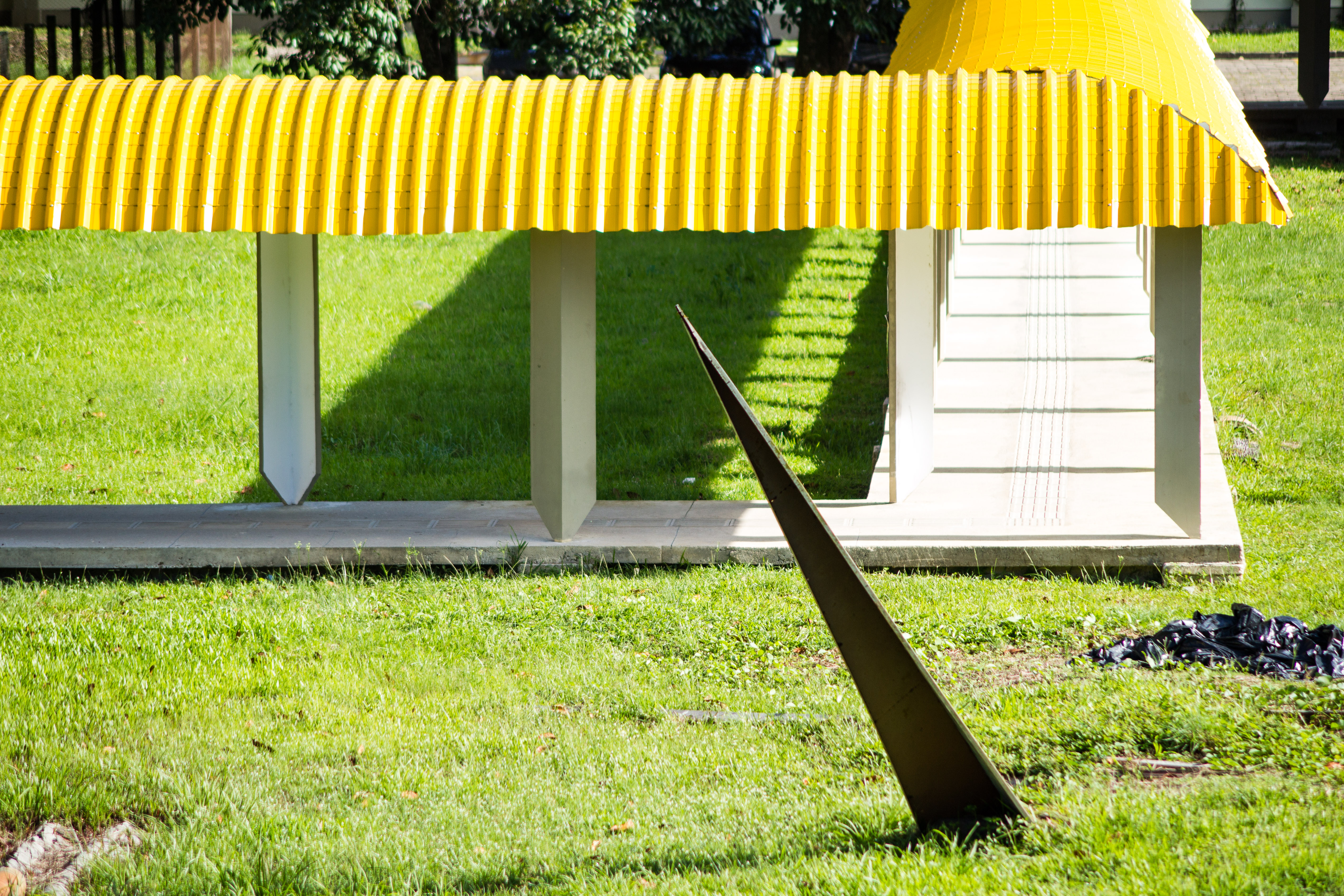
Reloj de Sol de la Facultad de Arquitectura y Urbanismo, Instituto de Tecnología, en 2014

Abaetetuba, Altamira, Ananindeua, Belém, Bragança, Breves, Cametá, Capanema, Castanhal, Salinópolis, Soure y Tucuruí.
- Pólos: 93

- Escuela de Música: 1

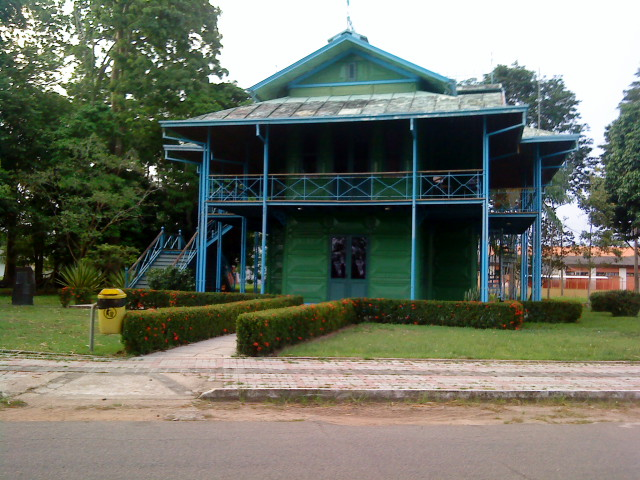
Núcleo de Medio Ambiente, en 2010

Escuela de Música de la Universidad Federal de Pará (EMUFPA).
- Escuela de Teatro y Danza: 1

Escuela de Teatro y Danza de la UFPA (ETDUFPA).
- Teatro: 1

Teatro Universitario Cláudio Barradas (TUCB)
- Hospitales Universitarios/Clínicas: 4

Hospital Universitario João de Barros Barreto (HUJBB); Hospital Universitario Bettina Ferro de Souza (HUBFS); Clínica Odontológica; Clínica Psicológica.
- Hospital Veterinario: 1

Hospital Veterinario de la Universidad Federal de Pará (HV-UFPA).
- Museos: 2

Museo de la UFPA (MUFPA); Museo de Geociencias de la Amazonia (MUGEO)
- Escuela de Aplicación de la Universidad Federal de Pará